# Castlevania (игра)
Castlevania, известная в Японии как Akumajō Dracula (яп. 悪魔城ドラキュラ акумаздё: доракюра, букв. «дьявольский замок Дракула») — видеоигра, разработанная Konami для Family Computer Disk System и выпущенная в Японии в сентябре 1986 года. В октябре того же года в Японии и Европе вышла адаптация игры для семейства домашних компьютеров MSX2, которая носила название Vampire Killer. Годом позже, в мае 1987 года, игра была портирована на NES для Северной Америки, а в 1988 году для Европы. Это первая игра из серии Castlevania, но по хронологии внутри игровых событий она является седьмой. События игры происходят в вымышленном мире серии игр и повествуют о противостоянии между охотниками на вампиров из клана Бельмонтов и владыкой вампиров Дракулой.

## Игровой процесс
Castlevania является типичным представителем жанра платформеров эпохи 8-битных игр. Игра состоит из шести уровней, которые проходятся единственным возможным способом, без сюжетных ответвлений и альтернативных уровней. Игровым персонажем выступает Саймон Бельмонт, который вооружён кнутом Vampire Killer. Кнопка А служит для прыжка как и в других платформерах (например Super Mario Bros.). Но прыжки возможны только влево и вправо, отсутствует возможность управления в воздухе. Собирая бонусы, можно увеличить длину кнута (и при этом поражать ударами более отдалённых противников) и получить некоторые дополнительные виды оружия.
Каждый из шести уровней заканчивается схваткой с боссом.
Hard Mode — после победы над Дракулой. Вы начнёте игру заново, при этом сохранив дополнительное оружие которое у вас было. Сложность заключается в том, что вы умираете уже после четырёх ударов. На каждом экране летает либо летучая мышь, либо голова медузы. Но при этом добавляются секретные места, где можно добыть дополнительные предметы.

## Сюжет
Стараниями Кристофера Бельмонта, уничтожившего Дракулу, в 1591 году в Трансильвании воцаряется столетний мир. Но в 1691 году Дракула вновь воскресает, и Саймон Бельмонт, потомок Кристофера Бельмонта планирует убить его при помощи родового кнута, называемого «Убийца Вампиров» (англ. Vampire Killer). С этой целью Саймон входит в огромный за́мок Дракулы, и продвигается к убежищу владельца за́мка, подвергаясь нападению опасных созданий и избегая смертоносных ловушек. В случае полного прохождения игры попытка Саймона заканчивается успешно, он побеждает Дракулу и обусловливает сюжет сиквела под названием Castlevania II: Simon’s Quest.

## Разработка
Akumajō Dracula изначально разрабатывалась командой Konami для Family Computer Disk System в формате дискеты, благодаря чему игрок мог сохранять состояние игрового процесса между игровыми блоками. В Японии игра вышла в 1986 году и стала очень популярной среди пользователей FDS. Благодаря этому компания решила выпустить версию игры для североамериканского и европейского рынка. Вице-президент североамериканского филиала Konami of America Эмиль Хеидкамп, понимая, что перевод оригинального названия игры — «Дьявольский замок Дракулы» — может вызвать негативные ассоциации с религиозной темой, предложил новое название — Castlevania, являющееся сочетанием слов Castle (замок) и Transilvania (Трансильвания). Так как FDS никогда не продавалась за пределами Японии, игра была переработана под формат картриджа, из-за чего игра потеряла возможность сохранения процесса. В 1993 году оригинальная Akumajō Dracula была переиздана в формате картриджа в Японии.
Konami в 1990 году продала права на портирование игры для домашних компьютеров двум компаниям — Unlimited Software (занимавшейся портированием на Commodore 64 и DOS) и Novotrade (версия для Amiga).

## Критика
| Сводный рейтинг | Сводный рейтинг |
| Агрегатор       | Оценка          |
| --------------- | --------------- |
| GameRankings    | 70,92 %         |

Castlevania стала одной из первых игр, ставших частью «второго поколения» платформенных игр для NES, знаменующий переход от разработки и выпуска простых аркадных игр к более сложным сюжетным, нацеленным на исследование и многочасовое прохождение.
Журнал Nintendo Power присвоил Castlevania 23-е место в своём списке Top 200 Games.
Сайт IGN поставил версии игры, переизданной для Virtual Console, отметку 7,5 баллов из 10, отметив, что графика за 20 лет устарела, но «звук остался по-прежнему жутким и игра как и раньше атмосферна».